# Iosco County
Iosco County je okres na východě státu Michigan v USA. K roku 2010 zde žilo 25 887 obyvatel. Správním městem okresu je Tawas City. Celková rozloha okresu činí 4 897 km².

## Sousední okresy
| Růžice kompasu | Oscoda County | Alcona County |  | Růžice kompasu |
| Růžice kompasu | Ogemaw County | Sever         |  | Růžice kompasu |
| Růžice kompasu | Ogemaw County | Iosco County  |  | Růžice kompasu |
| Růžice kompasu | Ogemaw County | Jih           |  | Růžice kompasu |
| Růžice kompasu | Arenac County |               |  | Růžice kompasu |